# Krunoslav Simon
Krunoslav Simon (ur. 24 czerwca 1985 w Zagrzebiu) – chorwacki koszykarz, występujący na pozycjach rzucającego obrońcy lub niskiego skrzydłowego, reprezentant kraju, obecnie zawodnik Anadolu Efes.

## Osiągnięcia
Stan na 4 lipca 2022, na podstawie, o ile nie zaznaczono inaczej.

### Drużynowe
- Mistrz:
  - Euroligi (2021, 2022)
  - Chorwacji (2011)
  - Włoch (2016)
  - Turcji (2019, 2021)
- Wicemistrz:
  - Euroligi (2019)
  - Turcji (2022)
- Zdobywca:
  - pucharu:
    - Turcji (2018, 2022)
    - Chorwacji (2008, 2010, 2011)
    - Włoch (2016, 2017)

  - superpucharu:
    - Włoch (2016)
    - Turcji (2018, 2019)
- Finalista:
  - pucharu:
    - Turcji (2019)
    - Chorwacji (2006, 2009)
    - Rosji (2014)
    - Gomelskiego (2019)
    - Gloria Cup (2020)

  - Superpucharu Włoch (2015)
- Uczestnik międzynarodowych rozgrywek:
  - Euroligi (2011/2012, 2017/2018, 2019/2020 – runda zasadnicza, 2012–2014 – TOP 16, 2015–2017, 2018/2019, 2020–2022)
  - Eurocup (2003/2004, 2014/2015 – ćwierćfinał, 2015/2016)
  - EuroChallenge (2007/2008, 2009/2010 – ćwierćfinał, 2008/2009 – runda kwalifikacyjna, 2010/2011 – runda zasadnicza)
  - Ligi Adriatyckiej (2002–2012)
  - FIBA EuroCup Challenge (2002/2003)

### Indywidualne
- MVP:
  - Pucharu Turcji (2018)
  - superpucharu:
    - Turcji (2019)
    - Włoch (2016)

  - kolejki:
    - Euroligi (4 – TOP 16 – 2013/2014, 22 – 2018/2019)
    - ligi włoskiej (15 – 2016/2017)

  - I spotkania ćwierćfinałowego EuroCup (2014/2015)
- Uczestnik meczu gwiazd ligi:
  - chorwackiej (2006, 2008, 2010)
  - włoskiej (2016)
- Zwycięzca konkursu rzutów za 3 punkty ligi włoskiej (2016)

### Reprezentacja
Seniorska
- Mistrz igrzysk śródziemnomorskich (2009)
- Brązowy medalista turnieju London Invitational Tournament (2011)
- Uczestnik:
  - igrzysk olimpijskich (2016 – 5. miejsce)[5]
  - mistrzostw:
    - świata (2014 – 10. miejsce)
    - Europy (2011 – 13. miejsce, 2013 – 4. miejsce, 2015 – 9. miejsce, 2017 – 10. miejsce)

  - kwalifikacji:
    - olimpijskich (2016 – 1. miejsce)[6]
    - do:
      - mistrzostw świata (2019)
      - Eurobasketu (2013)

Młodzieżowe
- Uczestnik:
  - mistrzostw Europy:
    - U–20 (2005 – 11. miejsce)
    - U–16 (2001 – 12. miejsce)

  - kwalifikacji do Eurobasketu U–20 (2004)